# (29189) Udinsk
(29189) Udinsk est un astéroïde de la ceinture principale.

## Description
(29189) Udinsk est un astéroïde de la ceinture principale. Il fut découvert le 16 octobre 1990 à La Silla par Eric Walter Elst. Il présente une orbite caractérisée par un demi-grand axe de 3,11 UA, une excentricité de 0,24 et une inclinaison de 10,0° par rapport à l'écliptique.

## Compléments